# Класифікація танків

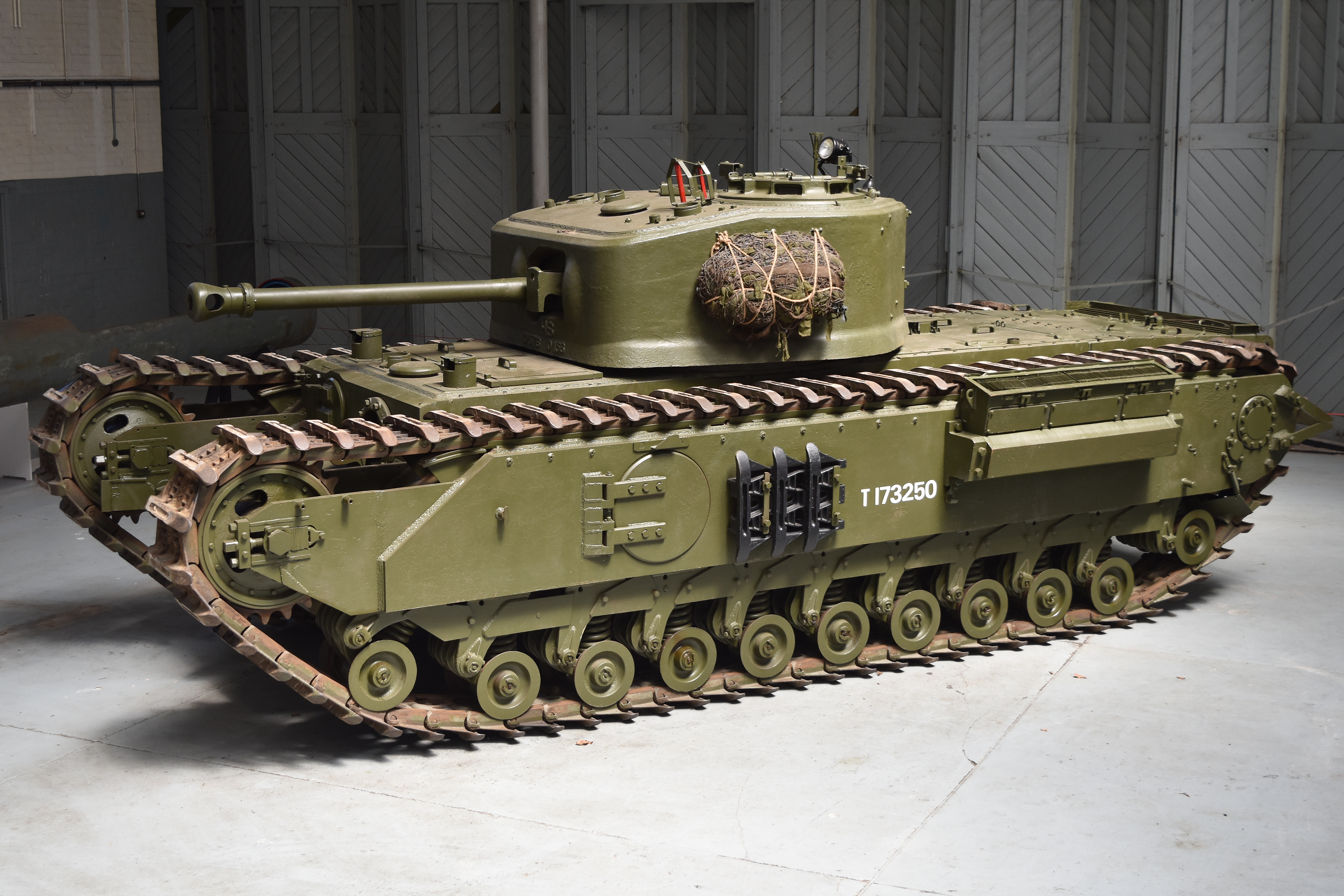
Піхотний танк Churchill VII

Існує значна кількість різновидів танків, причому системи класифікації відрізняються залежно від країни та періоду часу. Протягом історії танки типово поділяли на різні типи за масою, призначенням або озброєнням.
Більшість сучасних танків належать до одного типу, що називається основним бойовим танком (ОБТ), також існують значно менш поширені легкі танки.

## Визначення танка
Єдиного точного визначення танка не існує. Різні дослідники, розглядаючи будову та призначення бойових машин, по-різному проводять межі між танками та іншими типами техніки. 
З погляду конструкції традиційним є погляд, що танком у сучасному розумінні слід вважати гусеничну машину, що має бронювання, ефективне проти всіх основних загроз на полі бою (окрім спеціалізованої протитанкової зброї), основним озброєнням якої є гармата в обертовій башті. Ці ознаки можуть задовільняти також самохідні гаубиці та бойові машини піхоти (БМП), тож не менш важливим є призначення танка, яке полягає передусім в ураженні ворожих цілей вогнем прямим наведенням і прориву оборони ворога.
Не всі дотримуються подібної думки щодо конструкції: якщо дослідники Аларік Серл (англ. Alaric Searle) та Себастьєн Роблін (англ. Sebastien Roblin) вважають танками тільки техніку з обертовою баштою та гусеницями, то Річард Оґоркевіч та Спенсер Такер відносять до танків гусеничні машини, але не включають башту до визначення. При тому, Оґоркевіч виділяє безбаштові танки як один із різновидів компонування. Американський військовик та історик Ніколас Моран (знаний як The Chieftain) критикує визначення за конструкцією через те, що САУ та БМП можуть відповідати таким критеріям, тоді як більшість танків Першої світової та шведський Strv 103 не мали башт. Він стверджував, що практичніше визначати танк суто через його призначення — як «засіб для доправлення гармати з точки А в точку Б, який дуже важко знищити».

### Відмінності від споріднених типів техніки
Хоча більшість танків Першої світової не мали башт, пізніші машини з озброєнням у корпусі зазвичай відносять до самохідних артилерійських установок (САУ) (штурмових гармат чи винищувачів танків), рідше — до безбаштових танків. Така класифікація може вказувати на належність до артилерійських підрозділів, а не до танкових, але на практиці це не завжди було так: наприклад, у роки Другої світової німецькі Sturmgeschütz та радянські СУ-85 могли входити до танкових підрозділів на рівні з танками.
Шведський Strv 103 мав жорстко закріплену в корпусі гармату та передбачався не лише для протитанкових засідок, але й для підтримки піхоти та розвідки, хоча деякі дослідники вважають, що найбільшу ефективність він забезпечував би саме як винищувач танків або безпосередньо відносять його до цього типу. Були й танки, що мали основне озброєння в корпусі та башту з допоміжною гарматою меншого калібру, як французький B1 та американський M3.
Деякі САУ задовольняють окремі риси танків. Наприклад, колісні машини з потужними гарматами деякі дослідники відносять до бронеавтомобілів, оскільки вони мають слабке бронювання, а їхні колеса не мають такої прохідності та стійкості до пошкоджень, як гусеничний рушій. Винищувачі танків і штурмові гармати можуть мати гусениці, міцну броню та важке озброєння для вогню прямим наведенням, ефективне проти ворожої бронетехніки та фортифікацій, однак відсутність башти не дозволяє їм бути ефективними в наступі, як танки.
Наявність гусениць і башти також не означає, що техніка є танком: якщо машина призначена лише для вузьких задач, як вогонь з закритих позицій або знищення бронетехніки з засідки, то, найімовірніше, вважатиметься САУ. Самохідні гаубиці, як M109 та «Мста-С» мають обертові башти, однак призначені для передусім для знищення цілей непрямим вогнем на значній відстані, використовуючи цілевказання від коригувальників або БПЛА. Американські винищувачі танків M10, M18 та M36 також мали башти, але були розроблені для оборони проти атак німецьких танків. Однак, на практиці їх часто застосовували в ролі танка (в тому числі в наступі), про що свідчать більші витрати уламково-фугасних снарядів, ніж бронебійних.
Аналогічно, бойові машини піхоти (БМП) можуть мати гармати достатньо великих калібрів (наприклад, 100-мм гармата-пускова установка на БМП-3), але головним призначенням є перевезення та вогнева підтримка піхоти. Існують також важкі бронетранспортери на шасі танків, як ізраїльський «Намер», однак вони призначені для перевезення піхоти на полі бою.

### Визначення в міжнародних договорах
Договір про звичайні збройні сили в Європі (ДЗЗСЄ) 1990 року подає таке означення: 

Термін «бойовий танк» означає самохідну броньовану бойову машину, яка має велику вогневу потужність, головним чином завдяки основній гарматі з великою початковою швидкістю снаряда для ведення вогню прямим наведенням, необхідною для завдання поразки броньованим та іншим цілям, високу мобільність на пересіченій місцевості, високий рівень захищеності і яка не сконструйована і не обладнана головним чином для транспортування бойових військ. […]
Бойовими танками є гусеничні броньовані бойові машини, які мають суху вагу не менше 16,5 метричних тонн і озброєні гарматою калібру не менше 75 міліметрів, яка має кут повороту в горизонтальній площині у 360 градусів. Крім того, будь-які колісні броньовані машини, які надходять на озброєння і відповідають усім іншим вищенаведеним критеріям, також вважаються бойовими танками.

Для техніки, що не підпадає під визначення бронетранспортера, бойової машини піхоти або бойового танка, але має таку гармату та суху вагу не менше 6 метричних тонн, у ДЗЗСЄ введено термін «бойова машина з важким озброєнням».
У Реєстрі звичайних озброєнь ООН використовується схоже означення, яке також застосовується в Договорі про торгівлю зброєю:

Гусенична або колісна самохідна бойова броньована машина з високою прохідністю пересіченою місцевістю та високим рівнем захисту, що має вагу не менше 16,5 метричних тонн, з гарматою калібру не менше 75 мм з великою початковою швидкістю снаряда для ведення вогню прямим наведенням.
Оригінальний текст (англ.)
Tracked or wheeled self-propelled armoured fighting vehicles with high cross-country mobility and a high-level of self-protection, weighing 16.5 metric tons unladen weight, with a high muzzle velocity direct fire main gun of at least 75 millimetres calibre.

## Класифікація

### Танки Першої світової війни

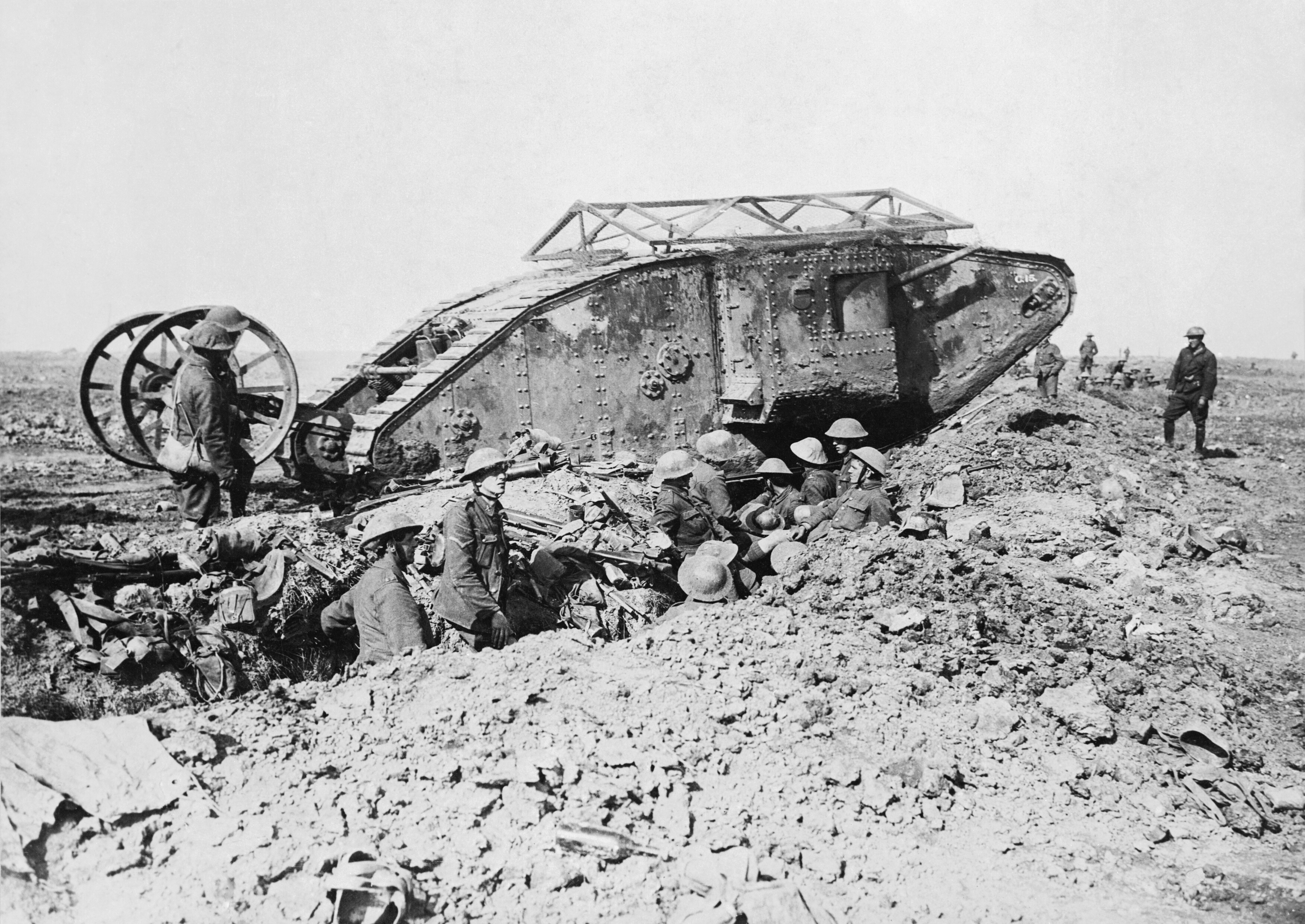
Танк Mark I «Самець» (1916 р.)

Перші танки з'явилися в ході Першої світової війни. Танк Mark I, вперше використаний англійцями в бою проти німецької армії, випускався в двох модифікаціях: «самка» (англ. Female) — з кулеметним озброєнням, і «самець» (англ. Male) — з кулеметом і двома 57-мм гарматами. Згодом свої перші танки розробили Франція, Німеччина та інші держави. Танки того часу розподілялися перш за все за масою: легкі, середні і важкі.

### Танки 1930—1945 років
Після закінчення Першої світової війни досвіду, необхідного для виготовлення,— стратегії використання бронетехніки,— військові не отримали. Конструкції танків поступово ускладнювалися, їх призначення і різноманітність збільшувалося. З'явилися нові класи танків, а також багато разів переглядалися і змінювалися межі бойової маси легких і середніх танків, які продовжували постійно зростати.

#### Радянська класифікація
Лінійні (загального призначення) танки за класифікацією, прийнятою в СРСР:

##### Танкетка
До танкеток відносилися легкі бойові гусеничні одномісні або двомісні, броньовані, озброєні кулеметом машини 1920—1930-х років, масою до трьох тонн, що призначалися для розвідки і зв'язку (наприклад, Т-27).

##### Малий танк
До малих танків відносилися танки, що мали масу до 5 т та озброєні одним або декількома кулеметами. Малий танк призначався для ведення розвідки в інтересах загальновійськових і танкових частин і з'єднань, а також використовувався як засіб зв'язку і транспортування. Більшість малих танків були виконані плаваючими, і тому могли застосовуватися при форсуванні водних перешкод. До малих танків належали Т-37А, Т-38 та інші.

##### Легкий танк

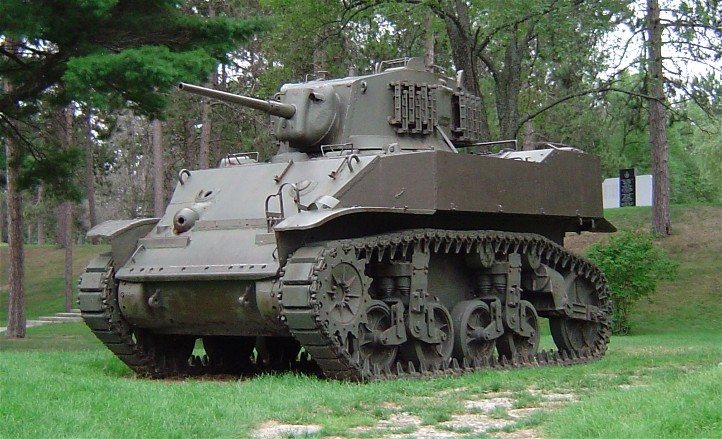
M3/M5 «Стюарт» — наймасовіший легкий танк в історії

До легких танків відносилися танки, які озброєні малокаліберною гарматою і кулеметом, або кулеметами та мали бойову масу до 15 т (пізніше — до 20 т).
Маса танків, що відносяться до легких в різні часові періоди коливалася в надзвичайно широких межах: від 3,5-4 тонн в рамках західної класифікації, яка не виділяла малі танки і 5 тонн в рамках радянської, до 15-18 тонн для деяких легких танків періоду Другої світової війни і 23 тонн для післявоєнного танку M41.
Легкі танки були основним засобом посилення піхоти або кінноти в усіх видах загальновійськового бою. До легких танків належали Т-18, всі моделі БТ, Т-26, Т-40, Т-50, Т-60, Т-70, Т-80, Mk IV, M24 Chaffee, Panzer I, Panzer II, Panzer 35(t), Panzer 38(t) та інші.
Перший легкий танк, FT-17, з'явився на завершальному періоді Першої світової війни, надалі легкі танки активно розвивалися в 1920-ті роки, досягнувши свого розквіту в 1930-ті роки і користуючись популярністю в багатьох країнах через свою порівняно малу вартість як у виробництві, так і в експлуатації, а також високій надійності. У більшості країн до Другої світової війни, легкі танки були основною або однією з основних сил танкових військ, проте під час війни і після неї, з ряду причин, легкі танки втратили своє колишнє значення і перейшли в розряд вузькоспеціалізованих машин. До кінця XX століття, легкі танки в основному зникли з сучасних армій, однак чимала їх кількість використовувалася і все ще використовується країнами, які не можуть з тих чи інших причин дозволити собі потужнішу техніку.

##### Середній танк

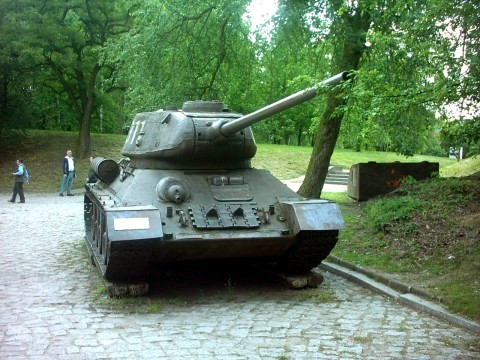
Середній танк Т-34-85

До середніх танків відносилися танки, які мали бойову масу до 30 т (пізніше до 40 т) та озброєні гарматою великого калібру і кулеметами. Середні танки призначалися для посилення піхоти при прориві сильно укріпленої оборонної смуги ворога. До середніх танків належали Т-28, Т-34, Т-44, Т-111, Т-54, Т-55, Т-62, M4 Sherman, Panzer IV та інші. Танк Panzer III, який радянська історіографія відносить до середнього, західна класифікація (США) відносить до легко-середнього або перехідного типу: ранні моделі Pz III мали масу меншу 20 тон і гармату явно невеликого калібру 37-мм, а пізні моделі перетнули межу 20 тон лише завдяки простому навішуванню додаткових бронелистів, сама ж машина залишилась практично без змін, що істотно впливало на швидкість, маневреність і інші показники, аналогічно, гармату калібру 50-мм не можна вважати гарматою великого калібру. Танк Panzer IV теж по масі перейшов межу 20 тон лише у серії «Е», а гармата хоча і була великого (75-мм) калібру проте була короткоствольною, призначеною не для боротьби з транспортними засобами (через недостатню бронепробивність), а для підтримки піхоти.

##### Важкий танк
До важких танків відносилися танки, які мали бойову масу понад 30 т (пізніше понад 40 т) і озброєні гарматою великого калібру і кулеметами. Існували також важкі танки з декількома гарматами різних калібрів. Важкі танки призначалися для посилення загальновійськових з'єднань при прориві сильно укріпленої оборони супротивника, а також і атаки його укріпрайонів. До важких танків радянська військова теорія відносила всі модифікації танка КВ, ІС-2,  PzKpfw V «Пантера» (за німецькою класифікації вважалася крейсерським/середнім танком — у німців танки класифікувалися за призначенням на полі бою і дуже рідко — за калібром гармат, і лише в порівнянні із радянськими машинами), Panzer VI «Тигр», PzKpfw VI Ausf. B «Королівський тигр» та інші.

##### Спеціальні танки
До спеціальних танками відносилися:
- Артилерійські танки, для підтримки лінійних танків, мали порівняно з ними потужніше озброєння.
- вогнеметні танки, озброєні вогнеметами чи оснащені приладами димопуску, призначалися для враження живої сили і «вогневих точок» противника, а також для постановки димових завіс.
- Інженерні танки використовувалися для подолання різних інженерних загороджень та природних перешкод.
- Радіотанки були оснащені апаратурою для організації радіозв'язку командування танкових частин і з'єднань з вищими штабами.
- Танки-транспортери призначалися для постачання лінійних танків боєприпасами і паливно-мастильними матеріалами в ході бою, транспортування піхоти до місця бойових дій та евакуації поранених.

##### Надважкі танки
До надважким танкам відносилися:

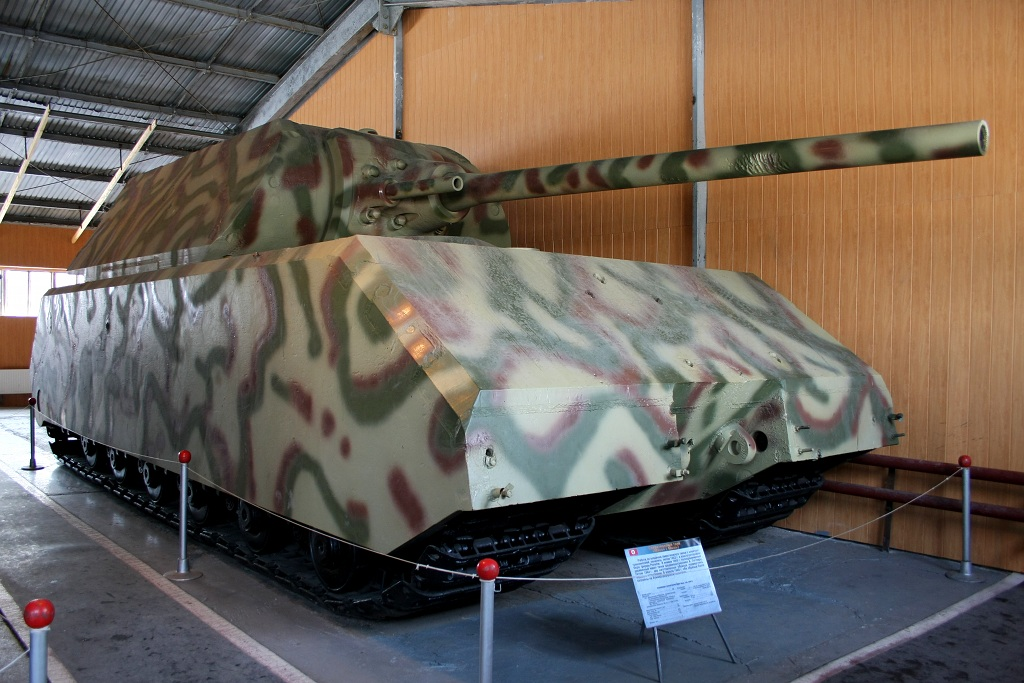
Надважкий танк «Panzer VIII Maus»

танки масою більше 80 тонн з гарматою великого калібру.

#### Франко-британська класифікація
У Великій Британії та Франції стратегія ведення бою за допомогою бронетехніки припускала участь двох груп танків:

##### Піхотний танк
До піхотних танків відносяться танки безпосередньої підтримки піхоти при штурмі укріплених позицій. Невисокі вимоги до швидкості дозволили конструкторам оснастити їх бронею потужнішою, ніж у середнього танка. Його головна мета — придушення або руйнування укріплених вогневих точок, знищення ворожих солдатів, захист піхоти від контратаки, подолання захисних укріплень.
За радянською класифікацією піхотні танки можна було б віднести до середніх або важких танків. На початок німецько-радянської війни до піхотних танків в СРСР можна віднести легкий танк Т-26, який, проте, навіть на той момент не відповідав за своїми характеристиками захищеності справжніх піхотних танків; до кінця війни — важкий танк прориву ІС-2. У європейській традиції до піхотних танків відносяться англійські «Матильда II» (англ. Matilda II) і «Черчілль» (англ. Churchill).

##### Крейсерський танк
До крейсерських танків відносяться швидкі танки з легкої бронею і невеликими гарматами, створені для швидкого проникнення в тил супротивника і нанесення шкоди шляхом несподіваних атак. На практиці в ході Другої світової війни ці танки виявилися малоефективними — це було викликано в першу чергу тим, що командування не вміло правильно тактично і стратегічно використовувати наявну в їх розпорядженні техніку і використовувало мобільні та слабоброньовані крейсерські танки в ролі піхотних, що викликало величезні втрати в техніці. Єдиною країною, яка успішно застосовувала чисто крейсерські танки в ході Другої світової війни, була Німеччина. Ефективність була досягнута у зв'язку з високою виучкою особового складу і грамотною підготовкою командного складу, що дозволило німецькій армії здобути ряд значних успіхів на початку Другої світової війни.
За радянською класифікацією крейсерські танки можна було б віднести до легких і середніх танків, наприклад танки БТ (БТ-2, БТ-5, БТ-7 та інші). У німецькій традиції до таких танків можна віднести танки Panzer III. В англо-американській традиції прикладом крейсерського танка може послужити англійський «Крусейдер» (англ. Crusader).
На початку 1930-х років в СРСР починається виробництво швидкохідних танків. Ряд дослідників відносять ці танки до танків розвитку прориву. В рамках цієї концепції відзначилося КБ заводу ім. Комінтерну під керівництвом А. А. Морозова, яка послідовно розробляючи цей напрямок в танкобудуванні і створило наступну лінійку зразків бронетехніки: БТ-2 (1931), БТ-5 (1933), БТ-7 (1934). Надалі, розвиваючи концепцію швидкохідного танка, КБ заводу ім. Комінтерну в 1939 році запустило у виробництво танк Т-34 зразка 1939 року, який був багато в чому конструктивним спадкоємцем лінійки танків БТ. Трофейні танки цього типу використовувалися вермахтом.

### Танки другої половини XX століття
Друга світова війна дала сильний поштовх розвитку танкобудування. Був накопичений багатий досвід ведення війни за участю бронетехніки. Розроблено нові великокаліберні снаряди, нові види броні, з'явився захист від радіації та зброї масового знищення, з'явився стабілізатор наведення і автомат заряджання, а також багато іншого (див. Танк). Поряд із змінами будови і призначення танків і бронетехніки змінилася і система їх класифікації:
- Легкі танки з появою ракетного озброєння і великокаліберних танкових гармат розділилися на дві групи. Перша група — засоби підтримки піхоти (БМП, БТР), та друга — протиповітряні і протитанкові ракетні комплекси.
- Поліпшення характеристик і зміна тактичних якостей середніх танків призвело до перетворення середнього танка на «основний бойовий танк».
- Завдяки розвитку ракетного озброєння важкі танки практично зникли. Їх замінили самохідні артилерійські установки (САУ). При тому що вага сучасних західних ОБТ відповідає вазі важких танків часів Другої Світової, а вага вітчизняних після навішування додаткового захисту до цієї ваги впритул наближається.

#### Основний бойовий танк (ОБТ)

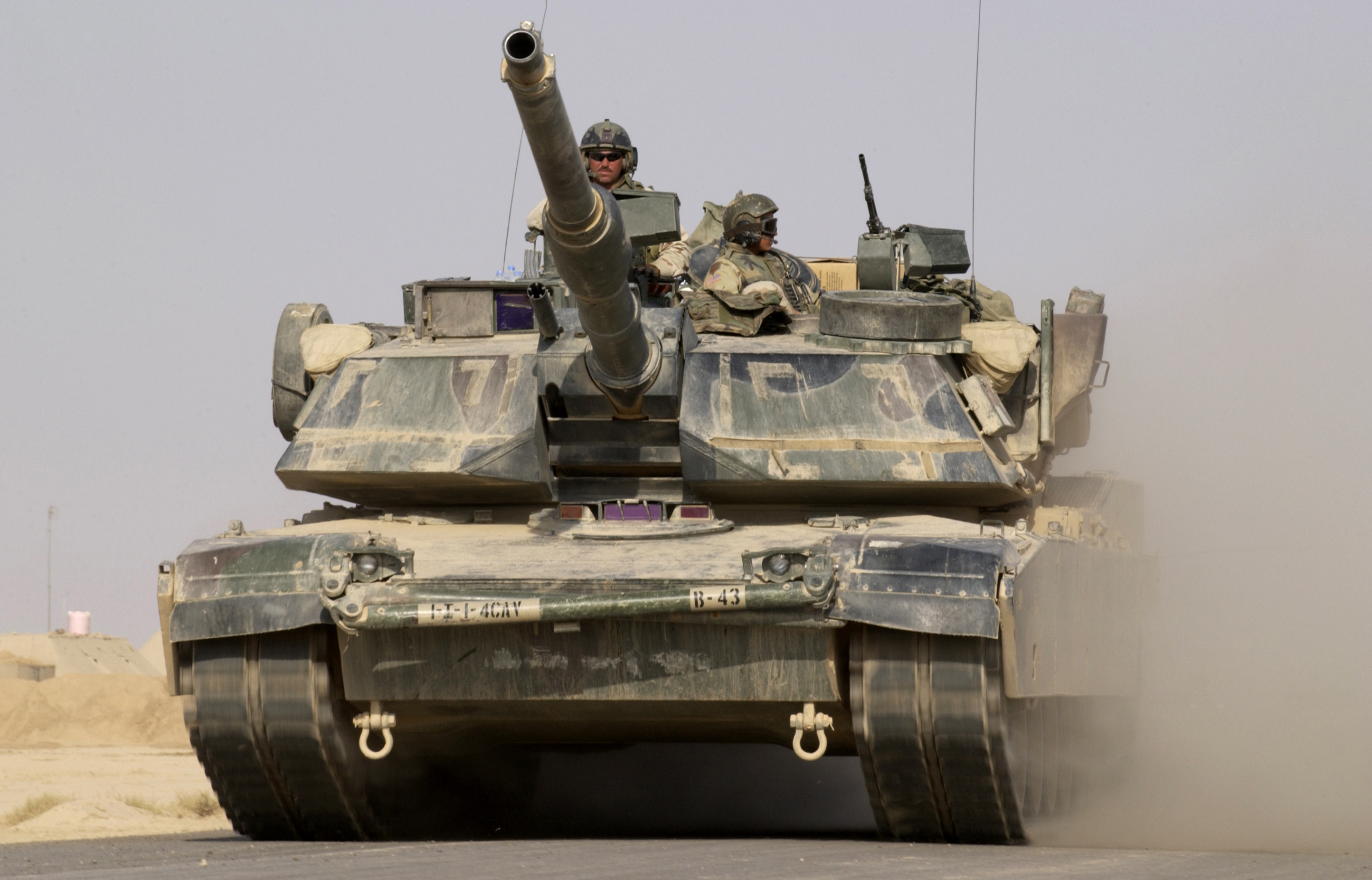
Основний бойовий танк «Абрамс»

В даний час є основою сучасної танкової армії будь-якої країни. Основне призначення: посилення піхоти і техніки при всіх видах загальновійськового бою, прорив укріплених позицій, знищення вогневих точок, техніки і живої сили супротивника, швидка організація оборонних рубежів.
Сучасні ОБТ мають потужні кулемети і гармати, мають ракетне озброєння, добре захищені динамічною і активною бронею. Однак навіть важко броньовані сучасні танки дуже уразливі перед сучасними протитанковими засобами (ракетна зброя, міни, ручні гранатомети), що неодноразово показували локальні конфлікти.
Одними з перших ОБТ стали такі танки як M26 Pershing, Centurion та Т-34-85.

#### Плаваючий танк

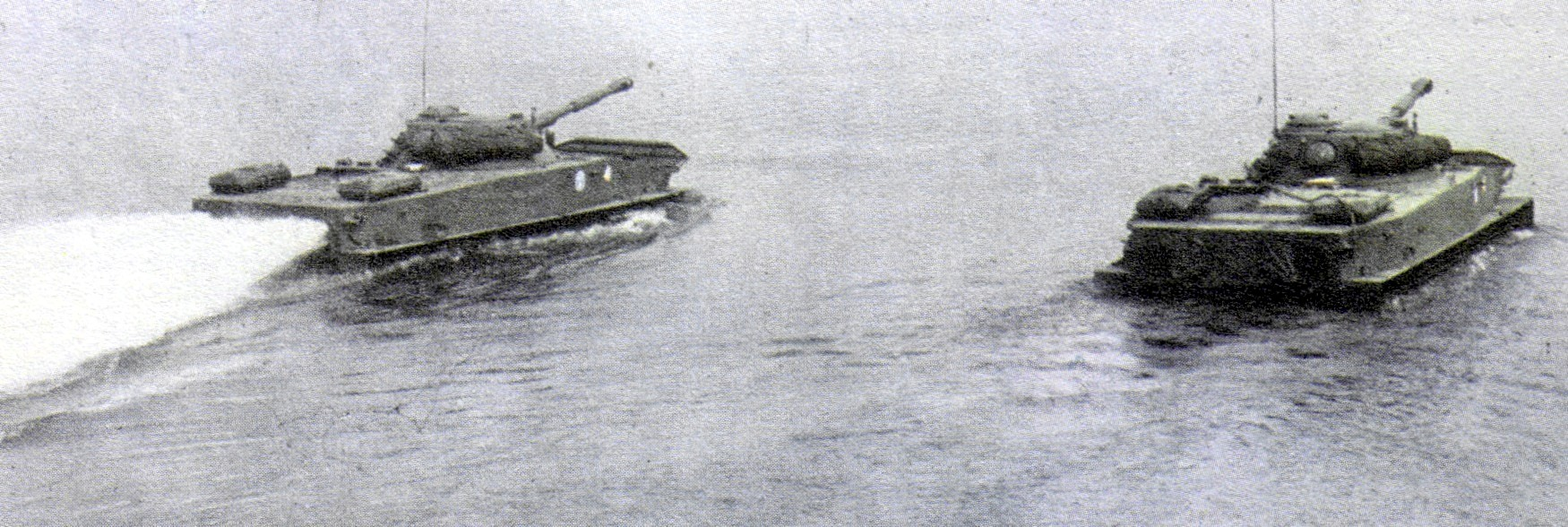
Танки ПТ-76 на плаву

До плаваючих танків відноситься серія радянських танків ПТ, наприклад,— ПТ-76, Спрут-СД. Взагалі існують три можливості «навчити» танк плавати:
- за рахунок водотоннажності його корпусу (по суті, танк-корабель);
- за допомогою зовнішніх навісних понтонів;
- використовуючи розсувні (схожі на гармошку) екрани.

Першу плаваючу броньову машину побудували англійці. Це середній танк Д, прототип якого був створений в 1919 році під керівництвом Ф. Джонсона, рухався на воді за допомогою перемотування гусениць. Аналогічні розробки велися і в Сполучених Штатах Уолтером Крісті в 1922–1927 роках. У серію жоден з них не був запущений.
Нарешті в 1929 році в Англії був побудований розроблений фірмою «Віккерс-Армстронг» по-справжньому надійний плаваючий танк. Цю модель і можна вважати родоначальницею всіх наступних машин такого класу. Назвали її танк-амфібія Віккерс-Карден-Лойд типів А4Е11 і А4Е12. Плавав «Віккерс» за рахунок максимального полегшення ваги, додаткових баків (встановлених під дном корпусу) та поплавців-надкрилков, прикріплених над гусеницями. Гвинт приводився в рух валом від коробки передач. Повороти на плаву забезпечувалися кермом. У Росії, в 1932 році був побудований легкий розвідувальний танк Т-37А, а чотири роки по тому з'явилася така модель — Т-38. Стійкість танка на воді забезпечувалася тільки за рахунок форми корпусу — поплавці були відсутні. Машина стала ширше і нижче, що підвищило її остійність на плаву, а поліпшена система підвіски дозволила збільшити швидкість і плавність ходу, він був найвдалішим серед плаваючих танків 30-х років і випускався нашою промисловістю до 1939 року.
У ході війни, в 1942–1944 роках, готуючись до десантних операцій на островах Тихого океану і в Європі, американські фахівці створили серію плаваючих бойових машин. Вся, створена в цей період американцями, серія LVT не мала гребних гвинтів і керма повороту. А рух здійснювався перемоткою гусениць. Машини серії LVT відрізнялися гарними морехідними якостями, але на суші були малорухливі і (через слабке бронювання і великі розміри) дуже вразливі від вогню противника. Випущено їх було багато — близько 18500 штук. Ці танки брали участь у всіх десантних операціях союзників у другій світовій війні. Також понад 1000 танків, а це переважно «Валентайни» і «Шермани»,— в роки війни були переобладнані в плаваючі за допомогою системи Duplex Drive (DD), що використовувала розсувний екран. Ще одним плаваючим танком, розробленим в роки війни, був японський Ка-Мі. Цей танк тримався на воді за допомогою понтонів, встановлених спереду і позаду корпусу,— вони скидалися після виходу на сушу. За своїми характеристиками на суші він значно перевершував американську машину, хоча і втрачав плавучість після скидання понтонів. Але, через загальну відсталість японського танкобудування,— масштаби його виробництва були дуже невеликі — всього 180 зразків.
Після війни в СРСР на озброєння взяли ПТ-76, розроблений в 1949–1951 роках під керівництвом Ж. Котіна. Надійний, маневровий ПТ-76 послужив базою для бронетранспортера БТР-50П, який з'явився в 1952 році, він вміщав 20 солдатів, пізніше, через 5 років, розробили — БТР-50ПК. Створювали подібну техніку і в інших країнах. Так, у 1970-х роках в КНР почали випускати Тип 63(type 63), прототипом якого був ПТ-76, але китайці застосували напівсферичну башту з 85-мм гарматою, а корпус виконали більш високим. Шведи, з огляду на природні особливості своєї країни, з 1971 року виробляли 15,5-тонний танк IKV 91, оснащений 90-мм гарматою з лазерним далекоміром та електронним балістичним обчислювачем і спареним з нею 7,62-мм кулеметом. 295-сильний дизель, що стоїть по діагоналі силового відділення, забезпечував швидкість 67 км/год на суші, а по воді він пересувався за рахунок обертання гумових гусениць, верхня частина яких була укладена в гідродинамічний кожух. У наші дні мабуть лише ПТ-76, американський M551 Sheridan, китайський Тип 63(type 63) і шведський IKV 91 здатні з ходу, без підготовки і додаткових пристосувань, долати водні перешкоди.

## Класифікація за поколіннями
Танки іноді класифікують як такі, що належать до певного покоління, хоча фактичне визначення та належність до цих поколінь чітко не визначено. Радянські та російські військові планувальники поділяють танки на покоління танків до 1945 року та чотири покоління основних бойових танків , тоді як канадські стратеги поділяють основні бойові танки на три покоління. Військові КНР також визнають три покоління власних танків.